# Герштейн Кирило Леонідович
Кирило Леонідович Герштейн (англ. Kirill Gerstein; 23 жовтня 1979, Воронеж) — американський піаніст російського походження.

## Біографія
Народився 23 жовтня 1979 року у Воронежі.
У 1990 році, в 11 років виступив на Міжнародному Баховському конкурсі в Гожуві (Польща). Був запрошений до Музичного коледжу Берклі в 1993 році, ставши наймолодшим учням. Закінчив Мангеттенську школу музики, отримав диплом бакалавра і магістра (1999). Потім навчався у Вищій школі музики королеви Софії в Мадриді у Дмитра Башкірова та Клаудіо Мартінеса Менера. Також брав уроки у Алексіса Вайссенберга. У 2003—2004 роках був одним з шістьох студентів Міжнародної академії фортепіанного мистецтва на озері Комо (президент — Марта Аргеріх).
З 2003 року — громадянин США. Викладає фортепіано в Вищій школі музики в Штуттгарті.

## Концертна діяльність
Дебютував з цюріхським оркестром Тонхалле під управлінням Давида Цинмана у вересні 2000. Виступав з Королівським філармонічним оркестром під керуванням Шарля Дютуа, Чиказьким симфонічним оркестром під управлінням Крістофа Ешенбаха (2002), Гонконзьким філармонічним оркестром (2006), Клівлендським оркестром (2008) та ін.
Гастролював разом зі Стівеном Іссерлісом, виступав і записувався з Табеєй Циммерман.

## Записи
Першим записом піаніста став альбом з творами Баха, Бетховена, Скрябіна і Гершвіна (Oehms Classics).

## Нагороди
- Перша премія на Міжнародному конкурсі піаністів імені Артура Рубінштейна (2001, Тель-Авів)
- Премія Гілмора молодому артисту (2002, США),
- Премія Гілмора (2010).